# Edo Zanki
Edward Zanki, detto Edo, noto anche con lo pseudonimo di Don Anderson (Zara, 19 ottobre 1952 – 1º settembre 2019), è stato un cantautore, compositore e produttore discografico tedesco.

## Biografia
Originario della Jugoslavia, emigrò ancora piccolo in Germania Ovest con la famiglia. Nell'adolescenza imparò a suonare le tastiere e compose le prime canzoni, con l'aiuto del fratello maggiore Vilko, che fu sempre uno dei suoi maggiori collaboratori.
Incise i suoi primi due album nel biennio 1972-73 (usando lo pseudonimo Don Anderson) e fu musicalmente attivo per circa 40 anni. Cantò insieme a Gianni Morandi, Joy Fleming e Caterina Valente in Wenn Man Freunde Hat, cover in tedesco di That's What Friends Are For. Sempre per Joy Fleming firmò alcune canzoni, oltre a produrre album per altri artisti tedeschi. Con Ina Deter duettò in Du hast 'ne Ladung Dynamit. Scrisse anche un brano per Tina Turner, Fruits Of The Night, inserito nel terzo album da solista della cantante statunitense, Rough. Nel 2004 fece da seconda voce in un brano di Dino Merlin, Verletzt. Per un periodo fu membro dei Söhne Mannheims.
Morì il 1º settembre 2019 dopo una breve malattia.

## Discografia

### Album
- 1972: Feelin’ Alright (als Don Anderson, mit Joy Fleming)
- 1973: The Eagle Flies (als Don Anderson and Friends)
- 1977: Jetzt komm’ ich (als Zanki, auch in englischer Sprache erschienen)
- 1979: Jump Back (als Zanki)
- 1980: Here Comes the Night
- 1983: Wache Nächte
- 1984: Gib mir Musik (Livealbum, Aufnahmen: Konzerthaus Karlsruhe und Alte Feuerwache, Mannheim, 1. und 2. November 1984)
- 1985: Ruhig Blut (als Zanki)
- 1990: Und wir kriegen uns doch
- 1992: Ich muss verrückt sein
- 1994: Komplizen
- 1995: 10
- 2001: Die ganze Zeit
- 2008: … alles was zählt
- 2009: Die Bewegungen sind lächerlich, aber das Gefühl ist maximal! (Livealbum)
- 2009: 82-92 (Kompilation)
- 2011: Zu viele Engel
- 2012: Hautnah